# Баложі
Баложі (латис. Baloži, нім. Rollbusch) — місто в Кекавському краї Латвії. У 2024 році населення міста становило 6 846 людини.

## Назва
- Баложі (латис. Baloži;  вимова)
- Ролльбуш (нім. Rollbusch)

## Історія
Містечко Баложі засноване після Другої світової війни на місці села Ролльбуш. У ньому жили працівники місцевого  торфопідприємства. Баложі одержав статус міста в 1991 році. До 1 липня 2009 року входив до складу Ризького району.